# Neopolyptychus serrator
Neopolyptychus serrator là một loài bướm đêm thuộc họ Sphingidae. Nó được tìm thấy ở forests from the Congo to Uganda và miền tây Kenya. Nó cũng được tìm thấy ở Cameroon.
Sải cánh dài 31–39 mm đối với con đực và 39–44 mm đối với con cái. Cánh trước con đực màu xám.
Ấu trùng ăn Maesopsis eminii.